# 杉並事件
杉並事件（すぎなみじけん）とは、北朝鮮（朝鮮民主主義人民共和国）によるスパイ事件。1966年（昭和41年）7月12日、警視庁検挙。幼少期に日本に渡り、大韓民国の国籍をもつ北朝鮮工作員の安珉濬が、別の工作員Cの案内で北朝鮮に密出国し、スパイ訓練を受けて再び不法に日本に入国し、十数名の工作員を指揮して在日米軍および日本の経済情報・政治情報の収集、韓国への工作員派遣などを行っていた諜報事件である。

## 概要
安田誠こと安珉濬は、7歳のころ朝鮮半島から日本本土に渡った在日韓国人であったが、1948年（昭和23年）12月、工作員Cの手引きで島根県隠岐郡から北朝鮮に密出国し、北朝鮮工作員として2カ月あまりのスパイ訓練を受け、1949年（昭和24年）5月、ノルウェーの貨物船で愛知県名古屋港から不法入国した。
安珉濬は、その後、工作員としての活動を始め、工作員獲得対象者を選定し、獲得工作を展開したが、その報告と工作資金調達のため1950年（昭和25年）4月28日、工作員CとともにCの調達した漁船、第三旭丸に乗って北海道函館港からいったん北朝鮮に帰還した。同年5月22日、安は、他の任務を帯びた北朝鮮工作員2名をともなって山形県酒田港から再び日本に不法入国した。
その後、安は十数名の工作員を指揮して
- 在日米軍情報の収集
- 日本の経済・政治情報の収集
- 北朝鮮工作員の韓国潜入および韓国内の実態調査

などの諜報活動を行った。
警視庁は、1966年6月2日、工作員Cを逮捕、7月12日には安珉濬を逮捕した。
安珉濬は、1966年8月31日、外国人登録法違反については起訴猶予処分処分となり、1967年4月に強制退去命令が下った。工作員Cは、1966年11月29日、東京地方裁判所の法廷において、外国人登録法違反、公正証書原本不実記載・同行使で懲役10か月、執行猶予3年の判決を受けた。なお、Cは1967年（昭和42年）に北朝鮮へ帰還した。